# Baird (Teksas)
Baird je grad u američkoj saveznoj državi Teksas. Prema popisu stanovništva iz 2010. u njemu je živjelo 1.496 stanovnika.